# Mistrzostwa Europy w Lekkoatletyce 1950 – sztafeta 4 × 400 m mężczyzn
Sztafeta 4 × 400 metrów mężczyzn była jedną z konkurencji rozgrywanych podczas IV Mistrzostw Europy w Brukseli. Biegi eliminacyjne zostały rozegrane 26 sierpnia, a bieg finałowy 27 sierpnia 1950 roku. Zwycięzcą tej konkurencji została sztafeta brytyjska w składzie: Martin Pike, Leslie Lewis, Angus Scott i Derek Pugh. W rywalizacji wzięło udział trzydziestu sześciu zawodników z dziewięciu reprezentacji.

## Rekordy
| Rekord świata     | Stany Zjednoczone · (Ivan Fuqua, Edgar Ablowich, Karl Warner, Bill Carr)         | 3:09,2 | Los Angeles, Stany Zjednoczone | 07.08.1932 |
| Rekord Europy     | Wielka Brytania · (Freddie Wolff, Godfrey Rampling, Bill Roberts, Godfrey Brown) | 3:09,0 | Berlin, Niemcy                 | 09.08.1936 |
| Rekord mistrzostw | Niemcy (Hermann Blazejezak, Manfred Bues, Erich Linnhoff, Rudolf Harbig)         | 3:13,7 | Paryż, Francja                 | 05.09.1938 |

## Wyniki

### Eliminacje
Bieg 1
| Miejsce | Reprezentacja   | Zawodnicy                                                              | Czas   | Uwagi |
| ------- | --------------- | ---------------------------------------------------------------------- | ------ | ----- |
| 1       | Szwecja         | Gösta Brännström, Tage Ekfeldt, Rune Larsson, Lars-Erik Wolfbrandt     | 3:17,4 | Q     |
| 2       | Wielka Brytania | Martin Pike, Leslie Lewis, Angus Scott, Derek Pugh                     | 3:18,4 | Q     |
| 3       | ZSRR            | Pawieł Kijanienko, Giennadij Modoj, Heino Potter, Siergiej Komarow     | 3:18,6 | Q     |
| 4       | Jugosławia      | Marko Račič, Branislav Stanković, Zvonimir Sabolović, Lazar Miloševski | 3:19,2 |       |

Bieg 2
| Miejsce | Reprezentacja | Zawodnicy                                                               | Czas   | Uwagi |
| ------- | ------------- | ----------------------------------------------------------------------- | ------ | ----- |
| 1       | Włochy        | Baldassare Porto, Armando Filiput, Luigi Paterlini, Antonio Siddi       | 3:15,2 | Q     |
| 2       | Finlandia     | Jaakko Suikkari, Lennart Lindberg, Ragnar Graeffe, Rolf Back            | 3:16,4 | Q     |
| 3       | Francja       | René Leroux, Francis Schewetta, Jean-Paul Martin du Gard, Jacques Lunis | 3:16,8 | Q     |
| 4       | Belgia        | Albert Lowagie, Jean-Baptiste Peeters, Oscar Soetewey, Marcel Dits      | 3:19,4 |       |
| 5       | Holandia      | Jan Hofmeester, Frans Buys, Constant Maheu, Harry de Kroon              | 3:19,4 | NR    |

### Finał
| Miejsce | Reprezentacja   | Zawodnicy                                                               | Czas   | Uwagi |
| ------- | --------------- | ----------------------------------------------------------------------- | ------ | ----- |
| 1       | Wielka Brytania | Martin Pike, Leslie Lewis, Angus Scott, Derek Pugh                      | 3:10,2 | CR    |
| 2       | Włochy          | Baldassare Porto, Armando Filiput, Luigi Paterlini, Antonio Siddi       | 3:11,0 | NR    |
| 3       | Szwecja         | Gösta Brännström, Tage Ekfeldt, Rune Larsson, Lars-Erik Wolfbrandt      | 3:11,6 | NR    |
| 4       | Francja         | René Leroux, Francis Schewetta, Jean-Paul Martin du Gard, Jacques Lunis | 3:11,6 | NR    |
| 5       | ZSRR            | Pawieł Kijanienko, Giennadij Modoj, Heino Potter, Siergiej Komarow      | 3:15,4 | NR    |
| 6       | Finlandia       | Jaakko Suikkari, Lennart Lindberg, Ragnar Graeffe, Rolf Back            | 3:16,6 |       |